# 黒い瞳 (ビセンテ・グレコの曲)
『黒い瞳』（くろいひとみ、スペイン語：Ojos negros）は、ビセンテ・グレコ作曲のタンゴ。

## 概要
1910年に発表された。発表後、長い間あまり演奏されなかったが、アニバル・トロイロ楽団の1948年の演奏により、愛好家に広く知られるようになった曲である。フランシスコ・カナロ楽団、オスヴァルド・プグリエーセ楽団らのレコード録音がある。
ペドロ・ヌマ・コルドバ（Pedro Numa Córdoba）作の歌詞がつけられているが、歌詞なしの演奏が多い。
なお、全く別の曲ではあるが、同じ題名のロシアの歌『黒い瞳』（Очи черные）も、コンチネンタル・タンゴとして演奏される場合が多い。